# Thyrgis chislon
Thyrgis chislon là một loài bướm đêm thuộc phân họ Arctiinae, họ Erebidae.